# Oldřich Obrtlík
Oldřich Obrtlík (* 27. března 1950) je bývalý český hokejový obránce. Po skončení aktivní kariéry působil jako trenér mládeže a trenér hokejbalu.

## Hokejová kariéra
V československé lize hrál za CHZ Litvínov. Odehrál 6 ligových sezón, nastoupil ve 176 ligových utkáních, dal 11 gólů a měl 16 asistencí. V nižších soutěžích hrál během vojenské služby za VTJ Dukla Liberec a ASD Dukla Jihlava B a po skončení ligové kariéry za TJ Slovan Ústí nad Labem, TJ Jitex Písek, TJ Slovan NV Louny a TJ Baník Most.

## Klubové statistiky
| Sezona    | Klub                     | Soutěž  | Základní část | Základní část | Základní část | Základní část | Základní část |
| Sezona    | Klub                     | Soutěž  | Z             | G             | A             | B             | TM            |
| --------- | ------------------------ | ------- | ------------- | ------------- | ------------- | ------------- | ------------- |
| 1968/1969 | CHZ Litvínov             | 1. liga | 6             | 1             | 0             | 1             | -             |
| 1969/1970 | VTJ Dukla Liberec        | 2. liga | -             | -             | -             | -             | -             |
| 1970/1971 | ASD Dukla Jihlava B      | 2. liga | -             | -             | -             | -             | -             |
| 1971/1972 | CHZ Litvínov             | 1. liga | 35            | 0             | 6             | 6             | -             |
| 1972/1973 | CHZ Litvínov             | 1. liga | 39            | 4             | 3             | 7             | -             |
| 1973/1974 | CHZ Litvínov             | 1. liga | 39            | 2             | 5             | 7             | -             |
| 1974/1975 | CHZ Litvínov             | 1. liga | 37            | 1             | 1             | 2             | -             |
| 1975/1976 | CHZ Litvínov             | 1. liga | 26            | 3             | 1             | 4             | -             |
| 1976/1977 | TJ Slovan Ústí nad Labem | 2. liga | -             | -             | -             | -             | -             |
| 1977/1978 | TJ Slovan Ústí nad Labem | 2. liga | -             | -             | -             | -             | -             |
| 1978/1979 | TJ Slovan Ústí nad Labem | 2. liga | -             | -             | -             | -             | -             |
| 1979/1980 | TJ Slovan Ústí nad Labem | 2. liga | -             | -             | -             | -             | -             |
| 1980/1981 | TJ Jitex Písek           | 2. liga | -             | -             | -             | -             | -             |
| 1981/1982 | TJ Slovan NV Louny       | 2. liga | -             | -             | -             | -             | -             |